# اورورا، مین
اورورا (به انگلیسی: Aurora) شهرکی در ایالات متحده آمریکا است که در شهرستان هنکاک، مین واقع شده‌است. اورورا ۱۰۱٫۶۶ کیلومتر مربع مساحت و ۱۱۴ نفر جمعیت دارد و ۷۸ متر بالاتر از سطح دریا واقع شده‌است.